# Ebrei texani
Gli ebrei texani hanno fatto parte della storia del Texas da quando i primi esploratori europei (nella specie, lo spagnolo Álvar Núñez Cabeza de Vaca) arrivarono nella regione nel 1528. Nel 1990 sono stati stimati circa 108 000 aderenti all'ebraismo in Texas . Calcoli più recenti   stabiliscono in 120 000 tale numero.

## Storia
Gli abitanti spagnoli del Texas non accoglievano a braccia aperte gli ebrei riconoscibili come tali, ma essi vi andavano ugualmente. Jao de la Porta era con Jean Laffite a Galveston (Texas) nel 1816, e Maurice Henri era a Velasco verso la fine degli anni 1820. Ebrei combatterono negli eserciti della rivoluzione texana (1836), alcuni con James Fannin a Goliad, altri alla battaglia di San Jacinto. Il dottor Albert Levy divenne medico militare delle forze rivoluzionarie nel 1835, partecipò alla presa di Bexar ed entrò nella Marina del Texas l'anno successivo . Le prime famiglie erano costituite da ebrei conversi e sefarditi. Coloni successivi come la famiglia Simon, guidata da Alex Simon, arrivarono negli anni 1860 e contribuirono alla costruzione di monumenti come il Simon Theatre. B. Levinson, un capo della cittadinanza ebraico-texana, arrivò nel 1861.
La stragrande maggioranza degli ebrei texani odierni è costituita da ashkenaziti, discendenti di emigrati dall'Europa centro-orientale, le cui famiglie arrivarono in Texas dopo la Guerra civile americana.
L'ebraismo organizzato nel Texas ebbe inizio a Galveston con l'istituzione del primo cimitero ebraico (1852). Nel 1856 le prime cerimonie ebraiche si praticavano nella casa di Isadore Dyer, che risiedeva a Galveston. Queste cerimonie avrebbero poi portato alla fondazione della prima e più antica congregazione — facente capo all'ebraismo riformato — il Temple B'nai Israel (1868).
La prima sinagoga in Texas, Beth Israel, fu fondata a Houston nel 1859 da una Congregazione ortodossa. Tuttavia, nel 1874 la congregazione scelse di cambiare la propria affiliazione passando al neonato movimento di riforma. Gli anni successivi furono accompagnati dalla diffusione dell'ebraismo in tutto il Texas. Il Temple Beth-El fu fondato a San Antonio, seguito dal Temple Emanu-El of Dallas nel 1875 e dal B'nai Abraham di Brenham (Texas) nel 1885. La  Temple Beth-El è nota come  una delle congregazioni riformate più "moderniste" a causa del sostegno che apertamente dichiara alla comunità ebraica "LGBT", mentre la B'nai Abraham, guidata tra gli altri dal rabbino Leon Toubin, è la più vecchia sinagoga di rito ebraico ortodosso esistente nello stato.
Tra il 1907 ed il 1914 operò un programma di re-insediamento (Galveston Movement) finalizzato a distogliere dalle affollate città dell'East Coast gli ebrei in fuga dalla Russia e dall'Europa orientale. Diecimila immigranti ebrei passarono per il porto di Galveston in questo periodo, approssimativamente un terzo del numero di quanti emigrarono in Palestina nello stesso periodo .

## Ebrei texani celebri
- Henri Castro
- Rabbi Henry Cohen
- Famiglia Danciger
- Famiglia De Cordova
- Kinky Friedman
- Anna Hertzberg
- Isaac Herbert Kempner
- Mayer Halff

- Jean Laffite
- Dr. Albert Levy
- Jimmy Kessler
- Olga Bernstein Kohlberg
- Haymon Krupp
- Abraham Cohen Labatt
- Joe Levin (uomo d'affari)

- Rosanna Osterman
- Jao de la Porta
- Famiglia Simon
- Alex Simon
- James Simon (uomo d'affari)
- Adolphus Sterne
- Babe Schwartz
- Leon Toubin
- Rosa Levin Toubin
- Sam H. Toubin

## Comunità ebraiche in Texas
- Tempio Beth-El (San Antonio, Texas)
- Tempio Freda (Bryan-College Station)
- Congregazione Beth Jacob (Galveston)
- Sinagoga B'Nai Abraham , Brenham
- Tempio B'nai Israel (Galveston)
- Tempio Emanu-El of Dallas
- Congregazione Shearith Israel (Texas)